# Има образ као ђон (изрека)
Има образ као ђон, српска је изрека за неморалну особу, чији поступци доказују игнорисање универзалних или моралних принципа средине у којој живи.

## Историја
Рјечник САНУ под одредницом ђон пише да се ова ријеч користи и у придјевској служби у полусложеницама са значењем: који је као ђон, неосјетљив, који нема осјећања стида, морала. За подлост мора човјек имати ђон-кожу на образу (Вук, Даница, 5, 82). Ђон-образ је када против некога има много грдње, а он се не брани. Израз имати образ (кожу на образу) као од ђона и сл. каже се за непоштеног, некарактерног човјека. Ђон се некада правио од уштављене јаке говеђе или коњске коже. За човјека који може много невоље и неправде да претрпи, се каже да је дебелокожац, јер бичевање и батине лакше подноси дебела кожа неких животиња него човјек. Али у односу на средине гдје се држи до образа и части (Образа ми!, образовање, сачувати чист образ...) поређење образа са ђоном, који је неосјетљив и у додиру је са прљавштином по којој гази, наглашава се супротност идеалима који су узвишени. Образ је горе, ђон је доље. Образ се чува чистим (и буквално и као одбрана моралних принципа), ђон се прља. Кожа образа је осјетљива, (некада) кожа ђона је отпорна. Али отпорност на моралне принципе се не вреднује као врлина, него се осуђује као пад, прљавштина и нешто достојно осуде. Павле Ровински је у Црној Гори чуо и записао изреку: образ му као опанак.

## Неки примјери људи чији јеобраз као ђон
Код хришћана, догађај о Исусу и Јудином издајству једна је од најпознатијих прича. Док је Исус поштовао моралне принципе љубави, вјерности, поштења, Јуда му је био ученик само због славе и љубави према новцу. Јуда је био благајник међу апостолима, и када је увидјео да Исусу нису наклоњени моћници, издао га је за 30 сребрњака. Открио је његовим непријатељима локацију гдје се ноћу налази, и дао је војницима знак ко је Исус, онај којега он пољуби. Јуда је постао примјер издајника којем су материјалне пролазне ствари биле изнад искрености, чувања образа и пријатељства.

Код Срба је због турбуленте историје са многим окупаторима, увијек било људи спремних да за новац и положај раде у корист лажи и пропаганде, против сопственог народа, а у корист окупатора. У таквим неморалним понудама људи који су држали до поштења би пристали на губљење службе, новца... да би сачували образ, а људи којима је приоритет брза зарада и муњевит успон у државној служби, би правили такве компромисе. Буде Будисављевић је о томе записао:
Ја сам познавао једног издајицу Србина у Земуну, који је од шпионаже живио, цивилиста. Тај је сваке недјеље прелазио у Београд, тамо у конзулату ковао лажи о завјерама, које се тобоже снују у споразуму са Србијанцима, а то све је посље бригада јављала у Темишвар и ту је предшасник мога оца Генерал Кромберг себи ружно име код Срба стекао... Идем у пензју, не могу више трпити ова безаконија. Гоне ме да лажем, а ја не могу да лажем ни да опадам мој народ, кад није истина све оно што хоће, да им јављам. Нећу под моју старост да каљам моје поштено име и душу... Здрав сам, али незадовољан, јер се у сплетке не разумијем - и с тога сам предао молбу за умировљење (пензионисање). У својој старости не би рад да видим понижен мој добри глас и име.
Са друге стране, неки су стекли много новца и каријеру, по цијену образа. Тако је Славко Араницки од Србобрана 1909. године окарактерисан као каријериста, који се знао истицати и као Србин, кад се то није замјерало и кад није сметало каријери. Дошао је Раух са задатком да притисне Србе о зид и понудио је Славку Араницком мјесто шефа правосуђа. Славко Араницки видио је у том часу пред собом само вишу класу и повишицу плате, прихватио понуду објеручке, бацио своје српство у кош и преузео одговорност за све правосудне скандале, које је Раух спремао, а послије изводио против српског народа.
Светозар Прибићевић је о једноме од кључних свједока оптужбе против Срба у Велеиздајничком процесу, Србину Сими Турајлићу, у новинама Србобран писао с гнушаем да се тако зове једна звијер у људском облику, која је - осим црквенобочких велеиздајника - стрпала још многе друге људе у истражни затвор кот. суда у Костајници, судб. стола у Петрињи, те лепоглавску и митровачку тамницу. Називао га је једном моралном пропалицом и ништаријом.
Србин из Мостара Ђорђе Настић је био аустријски агент провокатор који је радио у интерсу политике Беча, да се заваде Србија и Црна Гора у Бомбашкој афери 1907. године (Књажевина Црна Гора). Послужио је и у Велеиздајничком процесу у Загребу 1909. године, па је Будислав Будисављевић у Србобрану о њему записао да за новац служи господарима, јер му је то у крви: Дјед му је био турски шпијун, отац босански, а он свачији.
Из 1925. године постоји плакат у форми посмртнице у којој политички противници оптужују Душана Пелеша за разне ствари. Др. Душан Пелеш је био познат као неваљалац који није хтјео да брани Србе кад је била Сеничарска буна. Није их бранио ни 1908.-1909. оптужене као велеиздајнике. Бранио је онога ко је могао да га плати као Јеврејина Драха, од којег је добио 3.000.000 динара. Масно је платио Пери Цревару, да за новац купује српске гласове. Од Драха је добио аутомобил за агитацију и који је те године у загребачком округу скупио 4900 српских гласова у корист Радићеву, и на крају пропао. Плакат је позивао Србе из Баније да увиде да је тај неваљалац радио на штету и радикала и самосталних демократа и да га на будућим изборима попљују као неваљалца.
Грчки рат за независност је такођер имао Србе из Боке који су сачували образ и ризиковали животе за више идеале, али и оне који су имали образ као ђон. Док су једни унесрећене Грке спашавали на својим бродовима, скривајући их од Турака, други су направили договор с Турцима. Преварили би Грке да их спашавају, довели би их на брод, а онда би их за новац предали Турцима. Турци би мушкарце Грке заклали, а жене и дјецу би продавали на турским пазарима као робље. Лазар Томановић је пишући о Боки споменуо једну велику кућу у Доброти којој би се странац дивио (висини, ширини, бројем прозора...), али мјешатни би имали другачије мишљење и сматрали би да је то сатанско пребивалиште и страшило, подигнуто на туђој несрећи, уздисајима, сузама и крви невиних. То је била кућа неког Бокеља који се обогатио на грчкој крви, продајући Грке Турцима. То је народ знао и проклињао је и осуђивао то недјело. Томановић наводи да ће то народ осуђивати док буде камен на камену од те крваве куће и вјечно проклетство жели тим златождерима и крвождерима, а историја им је већ ударила жиг издајства на срамно чело.